# Alasora
Alasora és una ciutat i comuna rural malgaix, situada al centre de Madagascar, que pertany al districte d'Antananarivo-Avaradrano, dins la regió d'Analamanga. Segons el cens de 2001, la ciutat tenia 23.094 habitants.